# Bouarg
Bouarg est une commune de la province de Nador dans la région administrative Oriental. Au moment du recensement de 2004, la commune avait une population totale de 23379 personnes vivant dans 4385 ménages.

## Situation géographique
La commune jouxte le lac Marchica.